# John Conroy (1er baronnet)
John Conroy, 1er baronnet, (en irlandais : Seán Ó Maolchonaire) né le 21 octobre 1786 à Caerhun au Pays de Galles et mort le 2 mars 1854 à Reading en Angleterre, est un officier de l'Armée britannique principalement connu pour avoir tenu le rôle de gestionnaire de la maison de la duchesse de Kent et de sa jeune fille, la princesse Victoria, future reine du Royaume-Uni.

## Biographie.
Conroy est né à Maes-y-castell, Caerhun, dans Caernarfonshire au Pays de Galles de parents irlandais.
Il devient écuyer en 1817 du prince Édouard duc de Kent. Kent meurt deux ans plus tard laissant une veuve et une fille encore enfant : la princesse Victoria. Conroy devient gestionnaire pendant dix-neuf ans du cabinet de la duchesse. Il est aussi le confident de cette dernière et joue un rôle politique. Ensemble, ils conçoivent le système Kensington.
La princesse Victoria grandit dans la haine de Conroy. Ce dernier est impopulaire au sein de la famille royale. Ses efforts pour placer la duchesse en tant que régente sont finalement infructueux.
En 1837 la reine Victoria monte sur le trône à 18 ans et Conroy est immédiatement expulsé de sa Maison, bien qu'il reste en contact avec la duchesse de Kent. Une pension et le titre de baronnet lui sont attribués.
En 1842, il se retire dans sa propriété près de Reading où il meurt douze ans plus tard.

## Dans la culture populaire
Dans le film Victoria : Les Jeunes Années d'une reine de Jean-Marc Vallée (2009), le rôle de John Conroy est interprété par Mark Strong.